# الدائرة الخامسة في باريس
الدائرة الخامسة في باريس هي واحدة من 20 دائرة (مقاطعة إدارية) في مدينة باريس الفرنسية. تعتبر كأحد المعالم السياحية والمواقع الأثرية في باريس. فيها يوجد جامعة السوربون و حديقة النباتات وكوليج دو فرانس و الحي اللاتيني.

## السكان
| السنة | السكان  | الكثافة |
| ----- | ------- | ------- |
| 1872  | 96,689  | 38,052  |
| 1911  | 121,378 | 47,768  |
| 1954  | 106,443 | 41,890  |
| 1962  | 96,031  | 37,793  |
| 1968  | 83,721  | 32,948  |
| 1975  | 67,668  | 26,630  |
| 1982  | 62,173  | 24,468  |
| 1990  | 61,222  | 24,094  |
| 1999  | 58,849  | 23,160  |
| 2009  | 61,531  | 24,225  |

### الهجرة
| ولد في متروبوليتان فرنسا | ولدوا خارج العاصمة فرنسا                       | ولدوا خارج العاصمة فرنسا                         | ولدوا خارج العاصمة فرنسا | ولدوا خارج العاصمة فرنسا |
| 80.0%                    | 20.0%                                          | 20.0%                                            | 20.0%                    | 20.0%                    |
| 80.0%                    | ولد في مقاطعات وأقاليم ما وراء البحار الفرنسية | ولدوا في بلدان أجنبية بجنسية فرنسية عند الولادة¹ | EU-15 المهاجرين²         | غير EU-15 المهاجرين      |
| 80.0%                    | 0.8%                                           | 4.5%                                             | 5.4%                     | 9.3%                     |

## أهم معالمها
- جامعة السوربون
- حديقة النباتات
- كوليج دو فرانس
- مكتبة محمد أركون
- البانتيون
- الحي اللاتيني
- بولفادر سان ميشيل
- نافورة سان ميشيل التي تقع إدارياً في الدائرة السادسة ولكنها مكشوفة أكثر على الدائرة الخامسة.

## معرض صور

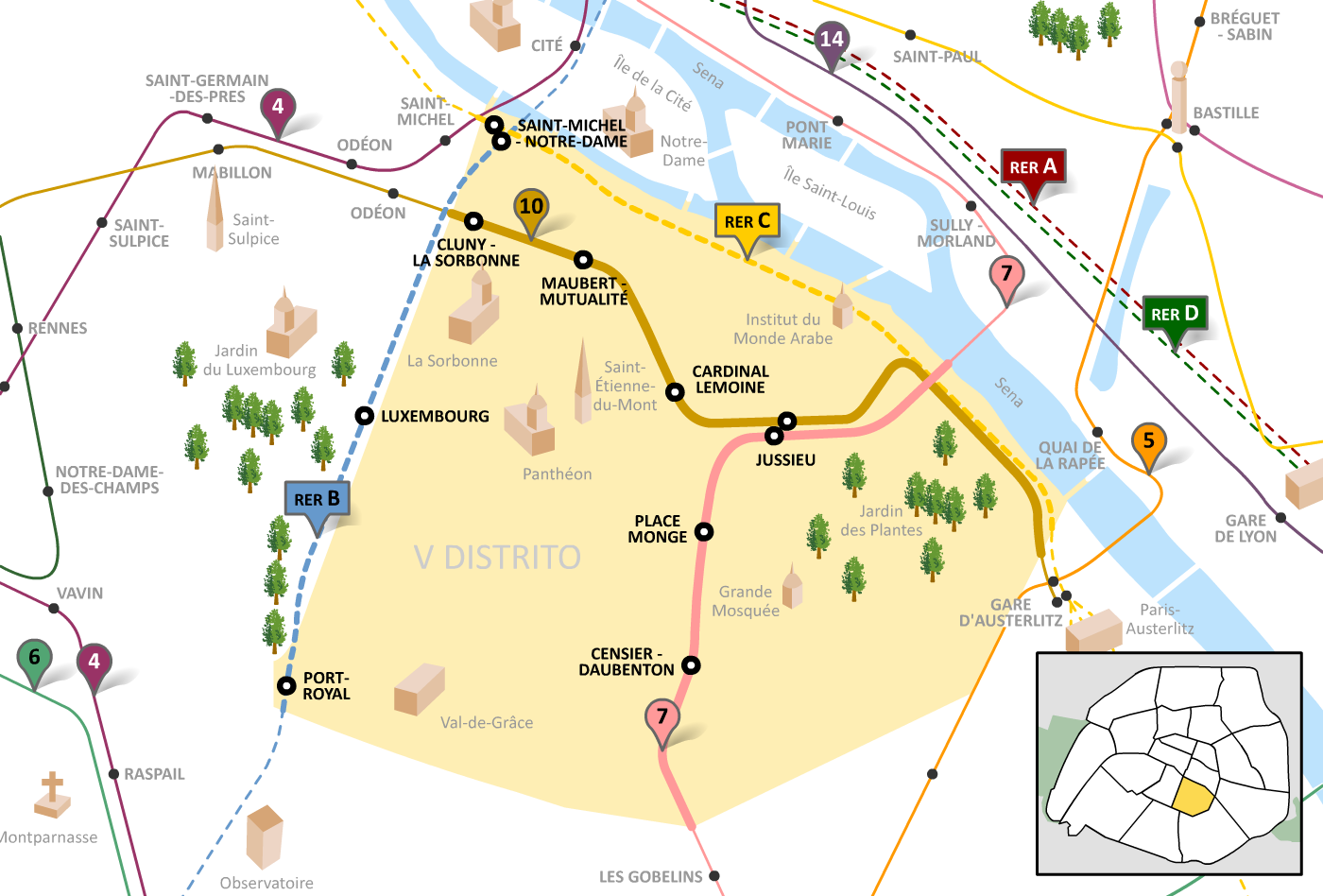
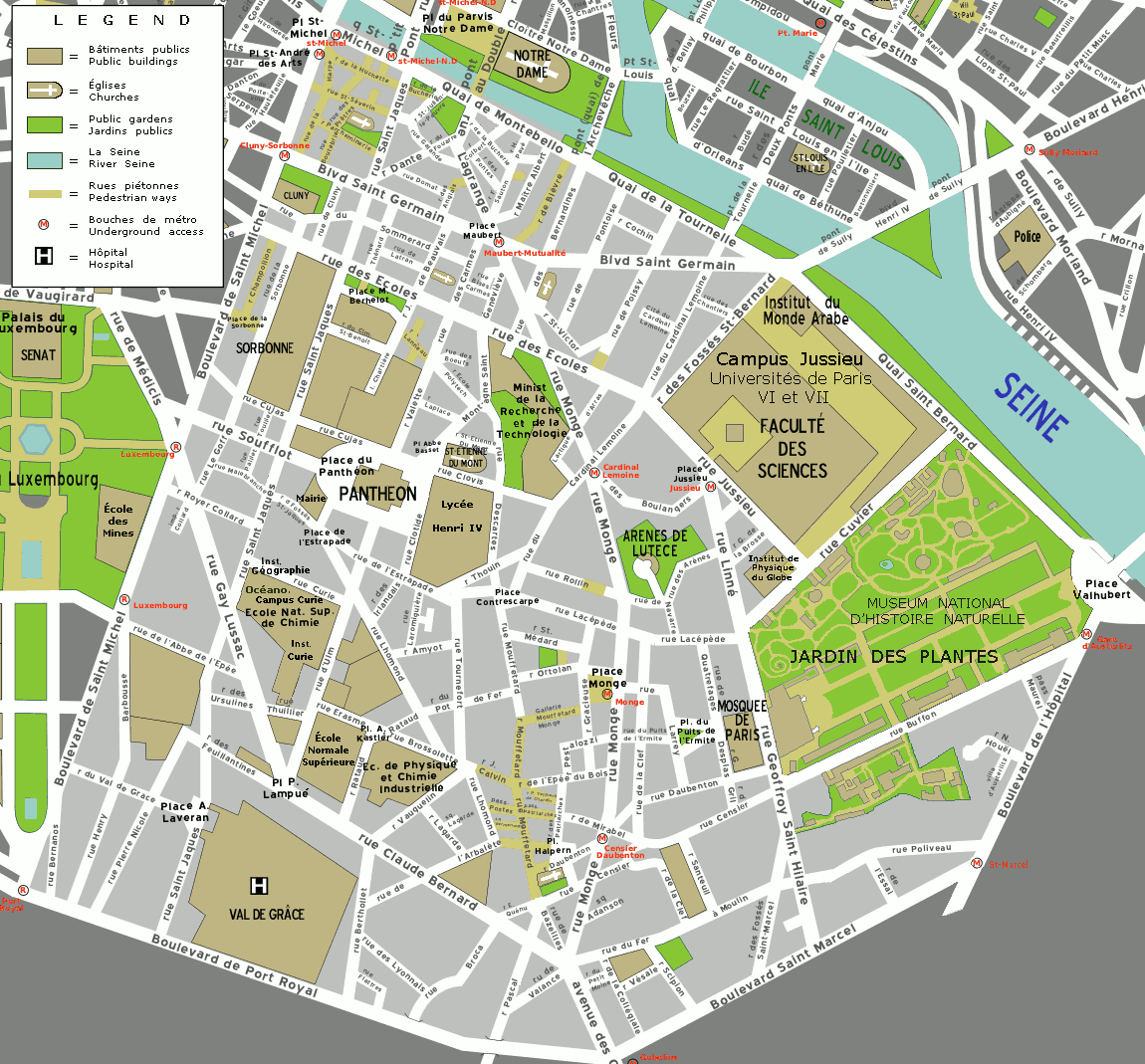
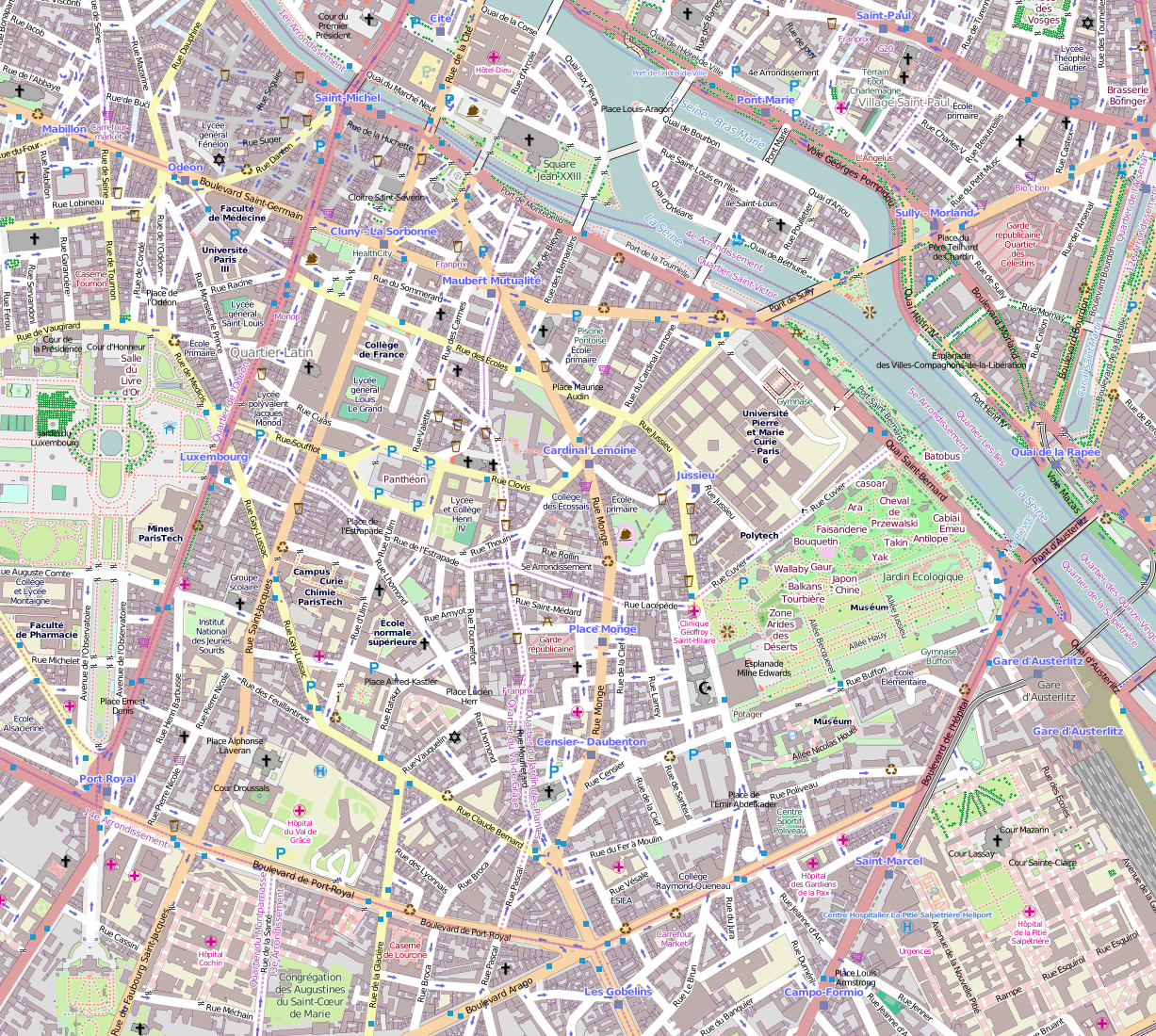

## أعلام
- جاك اودبيرتي
- الهادي خفشة
- إيرين جوليو-كوري
- فرانسيس بيرين
- رينيه جوسيني